# Phegopteris
Genre
Phegopteris est un genre de fougères de la famille des thélyptéridacées.

## Espèces
- Phegopteris andringitrensis (Rakotondr.) Christenh.
- Phegopteris aubertii (Desv.) Christenh.
- Phegopteris aurita (Hook.) J.Sm.
- Phegopteris connectilis (Michx.) Watt
- Phegopteris cruciata (Willd.) Mett. ex Kuhn
- Phegopteris cyclocarpa (Holttum) Christenh.
- Phegopteris decursivepinnata (H.C.Hall) Fée
- Phegopteris dianae (Hook.) Christenh.
- Phegopteris henriquesii (Baker) Christenh.
- Phegopteris heterolepis Alderw.
- Phegopteris hexagonoptera (Michaux) Fée - Phégoptère à hexagones
- Phegopteris keraudreniana (Gaudich.) Mann
- Phegopteris kinabaluensis (Holttum) Christenh.
- Phegopteris koreana B.Y.Sun & C.H.Kim
- Phegopteris levingei (C.B.Clarke) Tagawa
- Phegopteris microstegia (Hook.) Christenh.
- Phegopteris paludosa (Blume) J.Sm.
- Phegopteris persimilis (Baker) Christenh.
- Phegopteris rectangularis (Zoll.) Christenh.
- Phegopteris subaurita (Tagawa) Tagawa
- Phegopteris tenggerensis (Holttum) comb. ined.